# Sportovní střelba na Letních olympijských hrách 2008 – double trap mužů
Double trap na Letních olympijských hrách 2008 se uskutečnil 12. srpna v areálu Beijing Shooting Range Clay Target Field. Walton Eller, zlatý medailista, překonal hned dva olympijské rekordy nejprve v kvalifikační rozstřelbě a později i ve finálovém kole.

## Rozvrh soutěží
| Datum                  | Čas         | Kolo        |
| ---------------------- | ----------- | ----------- |
| Úterý, 12. srpen, 2008 | 9:00-13:00  | Kvalifikace |
| Úterý, 12. srpen, 2008 | 15:00-15:45 | Finále      |

## Medailisté
| Zlato   | Walton Eller · Spojené státy americké (USA) |
| Stříbro | Francesco D'Aniello · Itálie (ITA)          |
| Bronz   | Hu Binyuan · Čína (CHN)                     |

## Rekordy

### Kvalifikační
| Světový rekord    | Michael Diamond Richard Faulds Ronjan Sodhi | 147 | Barcelona, Španělsko Suhl, Německo Bělehrad, Srbsko | 19. červenec, 1998 8. červen, 2008 18. červen, 2008 |
| Olympijský rekord | Ahmed Almaktoum                             | 144 | Athény, Řecko                                       | 17. srpen, 2004                                     |

### Nový rekord
| Olympijský rekord | Walton Eller | 145 | Peking, Čína | 12. srpen, 2008 |

### Finálové
| Světový rekord    | Daniele di Spigno Ronjan Sodhi | 194 (146+48) 194 (147+47) | Tampere, Finsko Bělehrad, Srbsko | 7. červenec, 1999 18. červen, 2008 |
| Olympijský rekord | Russell Mark Ahmed Almaktoum   | 189 (141+48) 189 (144+45) | Atlanta, USA Athény, Řecko       | 24. červenec, 1996 17. srpen, 2004 |

### Nový rekord
| Olympijský rekord | Walton Eller | 190 (145+45) | Peking, Čína | 12. srpen, 2008 |

## Kvalifikace
| *  | Sportovec                   | Stát                    | A  | B  | C  | Celkem | Rozstřel | Notes |
| -- | --------------------------- | ----------------------- | -- | -- | -- | ------ | -------- | ----- |
| 1  | Walton Eller                | USA                     | 48 | 49 | 48 | 145    |          | OR    |
| 2  | Francesco D'Aniello         | Itálie                  | 48 | 46 | 47 | 141    |          |       |
| 3  | Jeffrey Holguin             | USA                     | 45 | 48 | 47 | 140    |          |       |
| 4  | Hu Binyuan                  | Čína                    | 48 | 42 | 48 | 138    |          |       |
| 5  | Richard Faulds              | Spojené království      | 45 | 46 | 46 | 137    |          |       |
| 6  | Russell Mark                | Austrálie               | 45 | 48 | 43 | 136    | +6       |       |
| 7  | Ahmed Almaktoum             | Spojené arabské emiráty | 46 | 45 | 45 | 136    | +5       |       |
| 8  | William Chetcuti            | Malta                   | 47 | 45 | 44 | 136    | +3       |       |
| 9  | Roland Gerebics             | Maďarsko                | 44 | 47 | 45 | 136    | +1       |       |
| 10 | Daniele Di Spigno           | Itálie                  | 44 | 46 | 45 | 135    |          |       |
| 11 | Håkan Dahlby                | Švédsko                 | 45 | 45 | 45 | 135    |          |       |
| 12 | Wang Nan                    | Čína                    | 42 | 46 | 46 | 134    |          |       |
| 13 | Steven Scott                | Spojené království      | 43 | 45 | 46 | 134    |          |       |
| 14 | Vasily Mosin                | Rusko                   | 41 | 47 | 43 | 131    |          |       |
| 15 | Rajyavardhan Singh Rathore  | Indie                   | 43 | 45 | 43 | 131    |          |       |
| 16 | Vitaly Fokeev               | Rusko                   | 45 | 44 | 41 | 130    |          |       |
| 17 | Lucas Rafael Bennazar Ortiz | Portoriko               | 45 | 39 | 39 | 123    |          |       |
| 18 | Graeme Ede                  | Nový Zéland             | 38 | 40 | 35 | 113    |          |       |
| 19 | Giuseppe Di Salvatore       | Kanada                  | 38 | 34 | 37 | 109    |          |       |

## Finále
| * | Sportovec           | Stát               | Kvalifikace | Finále | Celkem | Rozstřel | Notes |
| - | ------------------- | ------------------ | ----------- | ------ | ------ | -------- | ----- |
| 1 | Walton Eller        | USA                | 145         | 45     | 190    |          | OR    |
| 2 | Francesco D'Aniello | Itálie             | 141         | 46     | 187    |          |       |
| 3 | Hu Binyuan          | Čína               | 138         | 46     | 184    |          |       |
| 4 | Jeffrey Holguin     | USA                | 140         | 42     | 182    |          |       |
| 5 | Russell Mark        | Austrálie          | 136         | 45     | 181    |          |       |
| 6 | Richard Faulds      | Spojené království | 137         | 43     | 180    |          |       |